# خوان بيسيرا أكوستا
خوان بيسيرا أكوستا (بالإسبانية: Juan Becerra Acosta)‏ هو صحفي مكسيكي، ولد في 20 أغسطس 1973 في Mexico City (former administrative division) ‏ في المكسيك.